# Đắc Pre
Đắc Pre is een xã in het district Nam Giang, een van de districten in de Vietnamese provincie Quảng Nam. Đắc Pre heeft ruim 1100 inwoners op een oppervlakte van 98,4 km².
Đắc Pre grenst in het zuidwesten aan de provincie Sekong in Laos.